# 杨杖子镇
杨杖子镇，是中华人民共和国辽宁省朝阳市凌源市下辖的一个乡镇级行政单位。

## 行政区划
杨杖子镇下辖以下地区：
杨杖子村和百牛群村。